# Amédée Baumes
Amédée Baumes, né le 7 mars 1820 à Paris où il est mort le 1er septembre 1906, est un peintre français.

## Biographie
Louis Marie Amédée Baumes est le fils de Joseph Baumes et Marguerite Leroux.
Élève de Paul Delaroche, il expose au Salon de 1846 à 1857.
En 1848, il épouse Marie Cussett.
En 1872, deux gravures sont publiées d'après ses tableaux : l'Alsace 1870 et L'Alsace 1871.
Il meurt à son domicile de la rue Poussin, à l'âge de 86 ans. 

## Œuvres exposées aux Salons parisiens
- Portrait de M. P., au Salon de 1846
- Ste-Famille, retour d'Égypte, au Salon de 1847 (Boulogne-sur-Mer)
- Calypso, au Salon de 1848
- Portrait de Mlle B., au Salon de 1848
- Portrait de M. M., au Salon de 1849
- Portrait de Mme M., au Salon de 1849
- Portrait de Mme B., au Salon de 1849
- Une naïade, au Salon de 1849
- Portrait de Mme B., au Salon de 1850
- Portrait de Mme R., au Salon de 1850
- Portrait de M. le docteur H. R., au Salon de 1850
- Étude, au Salon de 1852
- Portrait de Mlle., au Salon de 1852
- Étude ; portrait, au Salon de 1855
- Fleur des champs, au Salon de 1857
- Maraudeuse, au Salon de 1857
- Le denier de la veuve, au Salon de 1859
- L’inspiration, au Salon de 1859, étude
- Marguerite, au Salon de 1859
- Rosa / (Le Tonnelier de Nuremberg, de Hoffmann), au Salon de 1859
- Marguerite aux pieds de la Vierge, au Salon de 1861
- Marguerite veillant sa petite sœur malade (Faust, Goethe), au Salon de 1861
- Portrait de M. C., au Salon de 1861
- Portrait de Mme B., au Salon de 1861
- Apparition du Christ à la Madeleine, au Salon de 1864
- Le jour de la fête, au Salon de 1865
- Le jour de deuil, au Salon de 1866
- Portrait de feu Charles M., au Salon de 1867
- Portrait de Mme T., au Salon de 1867
- La convalescence, au Salon de 1868
- Marguerite enfant (Goethe, Faust), au Salon de 1868
- Enfance de Marguerite. (Goethe, Faust), au Salon de 1869